# Heinkel He 115
Heinkel He 115 – niemiecki wodnosamolot bombowo-torpedowy i rozpoznawczy z okresu II wojny światowej.

## Historia

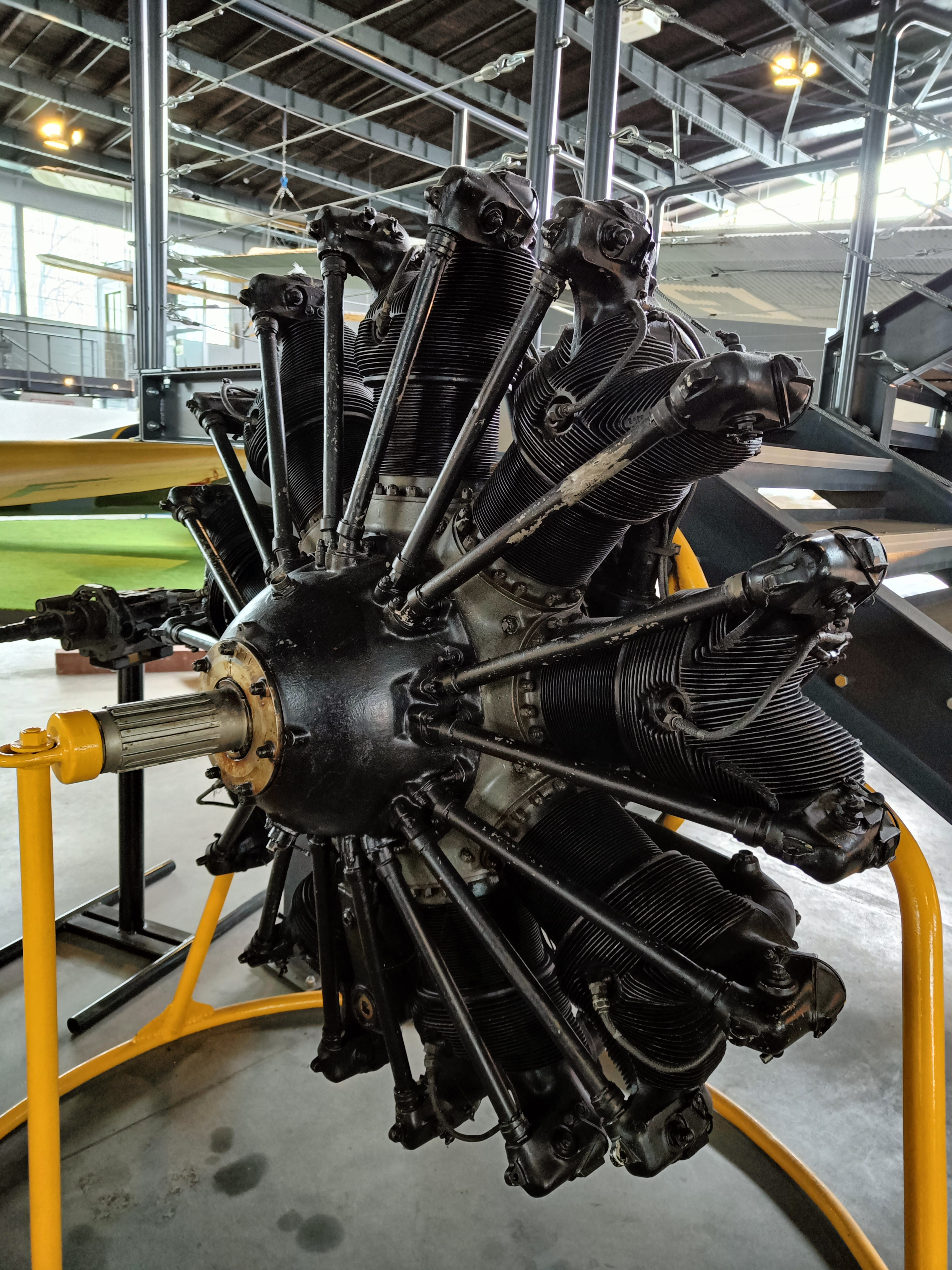
Silnik BMW 132 eksponowany w MLP w Krakowie

Pracę nad He 115 rozpoczęto w połowie lat trzydziestych XX wieku. Miał to być samolot zdolny operować w strefie Morza Północnego i Oceanu Atlantyckiego i był przeznaczony do zwalczania floty przeciwnika na tych akwenach.
Pierwszy prototyp, oznaczony jako Heinkel He 115 V-1, został zbudowany w sierpniu 1936 roku, a jego oblot nastąpił w październiku 1936 roku. Spełniał on warunki jakie postawiło przed nim niemieckie dowództwo, lecz zbudowano jeszcze cztery dalsze prototypy stale udoskonalając ich budowę. Prototyp Heinkel He 115 V-3 oblatany w dniu 20 marca 1938 ustanowił 8 światowych rekordów prędkości.
Mimo trwających jeszcze prac konstrukcyjnych, już w 1937 rozpoczęto produkcję niewielkiej serii informacyjnej Heinkel 115 A-1. Jednocześnie opracowano wersję seryjną Heinkel 115A-2, którą przeznaczono na eksport. 10 wodnosamolotów Heinkel He 115 zakupiła Szwecja, a 6 Norwegia.
Dopiero wersje Heinkel He 115 B-1 i następne zaczęto produkować w większej liczbie i samolot ten stał się podstawowym samolotem morskim Luftwaffe. W 1941 roku produkcję przerwano, jednak w 1944 roku ją wznowiono budując ostatnią wersję Heinkel He 115 E.
Łącznie w latach 1937–1944 wyprodukowano około 400 samolotów Heinkel He 115 wszystkich wersji.
Wersje wodnosamolotu Heinkel He 115:
- Heinkel He 115 V-1 – pierwszy prototyp (sierpień 1936)
- Heinkel He 115 V-2 – drugi prototyp (wzorcowy samolot serii informacyjnej) (listopad 1937)
- Heinkel He 115 A-0 – seria informacyjna
- Heinkel He 115 V-3 – trzeci prototyp (marzec 1938)
- Heinkel He 115 V-4 – czwarty prototyp wzorcowy dla produkcji seryjnej (maj 1938)
- Heinkel He 115 A-1 – pierwsza seria produkcyjna
- Heinkel He 115 V-5 – piąty prototyp (1939)
- Heinkel He 115 A-2 – wersja przeznaczona na eksport (zakupiona przez Szwecję i Norwegię)
- Heinkel He 115 A-3 – wersja z nowym wyposażeniem radiowym
- Heinkel He 115 B-0 – wersja informacyjna nowej wersji
- Heineel He 115 B-1 – wersja o zwiększonym zasięgu, dostosowana również do zadań rozpoznawczych
- Heinkel He 115 B-2 – wersja ze wzmocnionymi pływakami, co umożliwiało lądowanie na śniegu i lodzie
- Heinkel He 115 C-1 – wersja ze wzmocnionym uzbrojeniem, dodatkowo – działko MG 151/20 kal. 20 mm (zamontowane pod przodem kadłuba) i 2 karabiny maszynowe MG 17 kal. 7,92 mm (stałe, zabudowane w nasadach skrzydeł)
- Heinkel He 115 C-2 – wersja ze wzmocnionymi pływakami jak w wersji He 115 B-2
- Heinkel He 115 C-3 – wersja specjalna z urządzeniem do stawiania min morskich
- Heinkel He 115 C-4 – wersja bombowo-torpedowa z uzbrojeniem takim jak w wersji Heinkel He 115 B-1
- Heinkel He 115 D – wersja z silnikami BMW-801C o mocy 1 180 kW
- Heinkel He 115 E-1 – wersja z uzbrojeniem składającym się z dwóch zdwojonych karabinów maszynowych MG 81 Z kal. 7,92 mm

## Służba w lotnictwie
Wodnosamoloty Heinkel He 115 po rozpoczęciu produkcji seryjnej zaczęto wprowadzać do pułków lotnictwa morskiego Luftwaffe, przy czym początkowo były wykorzystywane tam jako samoloty bombowo-torpedowe, a następnie rozpoznawcze. Najliczniej produkowane były wersje B i C.
Heinkel He 115 był używany do stawiania min na szlakach morskich Morza Bałtyckiego, Północnego, Śródziemnego i Atlantyku. Używany był do końca II wojny światowej.
Oprócz Niemiec, samoloty były użytkowe w Szwecji i Norwegii. Samoloty norweskie wzięły udział w walkach podczas inwazji Niemiec na Norwegię, a następnie cztery z nich przeleciały do Wielkiej Brytanii. Weszły tam w skład lotnictwa brytyjskiego i używano ich w lotach szpiegowskich i innych tajnych misjach. Transportowano nimi na przykład agentów z Malty do Afryki Północnej.

## Opis konstrukcji
Wodnosamolot Heinkel He 115 to dwusilnikowy samolot w układzie średniopłata o konstrukcji całkowicie metalowej.
Kadłub o konstrukcji skorupowej, mieścił w oszklonym przodzie stanowisko nawigatora, który jednocześnie był bombardierem i strzelcem. Pilot i radiotelegrafista/strzelec zajmowali miejsca w kabinie na grzbiecie kadłuba. Pływaki jednoredanowe.
Napęd: dwa silniki gwiazdowe BMW 132k (z wyjątkiem serii D).